# 丘樹華
丘樹華（1961年－），中華民國海軍中將（已退役）、散文作家，生於桃園市中壢區，畢業於中正預校高中部第1期（1979年班；68年班）、海軍官校1983年班（72年班），曾任副參謀總長、海軍副司令、國防大學副校長、海軍艦指部副指揮官、參謀本部作計室助理次長、海軍海偵部指揮官、海軍192艦隊長、前參謀總長林鎮夷上將辦公室秘書、西寧軍艦艦長、大峰軍艦艦長等軍職。
丘樹華於2010年1月1日晉升少將，2016年7月1日晉升中將。
海軍司令黃曙光上將於2019年6月5日主持副司令丘樹華中將新職介紹，並代表國防部部長嚴德發頒授丘副司令「四等雲麾勳章」乙座。
國防部副參謀總長丘樹華中將於2021年4月1日屆齡退伍，國防部長邱國正頒授丘樹華中將四等寶鼎勳章，對其服務軍旅期間，盡忠職守，積極任事的卓越表現，表達由衷的敬意與感謝。

## 著作
- 2003年5月20日：《分秒必爭─危機救難總動員》
- 2012年8月1日：《迎風巡航：拉法葉艦航海日誌》
- 2013年8月1日：《海濱散記》
- 2015年3月1日：《綺麗的旅程》
- 2016年5月1日：《少年十五從軍趣》
- 2016年11月11日：《國防大學戰爭學院第1屆「戰略與國防」學術研討會論文》

## 荣誉

### 中华民国勋章奖章
- 光华甲种二等奖章（2020年1月20日于台北博爱营区颁授[5]）
- 四等宝鼎勋章（2021年3月26日于台北博爱营区颁授[4]）